# Rowton Castle
Rowton Castle er et country house omkring 10 km fra Shrewsbury, Shropshire, England, der har været hjem for Royal Normal College for the Blind før de flyttede til deres nuværende lokation i Hereford. Den er omgivet af omkring 9 hektar park og have.
Den nuværende bygning er opført i 1600-tallet, men der har stået en tidligere borg på stedet i flere hundrede år. Huset var ejet af Lyster-familien indtil Lady Charlotte Lyster døde i 1889. Hun overdrog huset til sin nevø, Montagu Corry, 1. Baron Rowton, der gav det videre til sin nevø, oberst N. A. Lowry Curry ved hans død i 1903. THusets næste ejer, Major Lees, solgte det til Royal Normal College for the Blind i 1941, der tidligere havde ligget i London i Upper Norwood, som blev bombet under the Blitz under anden verdenskrig.
I 1953 blev en stor del af bygningerne ødelagt ved en brand. Training was able to continue after Henshaw's Institution for the Blind took students and staff as a temporary measure. Colleget voksede sig for stort til Rowton og flyttede til Hereford i 1978.
Bygningerne stod tomme i flere år, indtil de blev ombygget til hotel i 1986, der åbnede i 1989. Den nuværende ejer har haft Rowton Castle i 1997.
Det er en listed building af anden grad. Den bliver brugt som bryllupslokation, hotel og restaurant.